# قزمة النحات غير المنتظمة
قزمة النحات غير المنتظمة (Sculptor Dwarf Irregular Galaxy) (SDIG) هي مجرة قزمة غير منتظمة في كوكبة النحات تقع المجرة على مسافة تقدر بحولي 13.4 مليون سنة ضوئية (4.1 مليون فرسخ فلكي) من الأرض. وتنتمي المجرة لتجمع معمل النحات المجري.

## وصلات خارجية
- قزمة النحات الغير منتظمة على موقع ويكي سكاي: DSS2, SDSS, GALEX, IRAS, Hydrogen α, X-Ray, Astrophoto, Sky Map, Articles and images